# 角玉米卷管螺
角玉米卷管螺（学名：Inquisitor vulpionis），是新腹足目卷管螺科玉米卷管螺属的一种。主要分布于韩国、中国大陆、台湾，常栖息在砂质海底、潮下带。